# دابلیو. جی. آر. اسپریگ
دابلیو. جی.آر. اسپریگ (انگلیسی: W. G. R. Sprague; ۱ ژانویهٔ ۱۸۶۳ – ۴ دسامبر ۱۹۳۳) یک معمار اهل استرالیا بود.

## سالن‌های تئاتر
| سالن تئاتر        | موقعیت              | سال ساخت       | ظرفیت در زمان ساخت | وضعیت           |
| ----------------- | ------------------- | -------------- | ------------------ | --------------- |
| تئاتر رویال       | لینکلن، انگلستان    | ۱۸۸۹           |                    |                 |
| تئاتر المپیک      | لندن                | ۱۸۹۰           |                    | تخریب شده       |
| Theatre Royal     | الدرشات             | ۱۶ فوریه ۱۸۹۱  | ۷۰۰                | ۱۹۵۹ تخریب شده  |
| Lyceum            | نیوپورت             | ۱۸۹۶           | ۱٬۲۵۰              | تخریب شده       |
| Lyceum            | شفیلد               | ۱۸۹۷           | ۱٬۰۶۸              | Listed building |
| تئاتر ویندهام     | لندن                | ۱۸۹۹           |                    |                 |
| Camden Palace     | کمدن تاون، لندن     | ۲۶ دسامبر ۱۹۰۰ | ۲٬۴۳۴              |                 |
| تئاتر نوئل کاوارد | تئاتر وست اند، لندن | ۱۹۰۳           |                    |                 |
| تئاتر آلدویچ      | لندن                | دسامبر ۱۹۰۵    | ۱٬۰۹۲              |                 |
| تئاتر نوولو       | لندن                | ۲۲ مه ۱۹۰۵     |                    |                 |
| تئاتر گیلگود      | لندن                | ۱۹۰۶           |                    |                 |
| تئاتر کویینز      | لندن                | ۱۹۰۷           |                    |                 |
| تئاتر امباسادورز  | لندن                | ۱۹۱۳           |                    |                 |
| تئاتر سنت مارتین  | لندن                | ۱۹۱۶           |                    |                 |